# 莫克羅烏索沃區

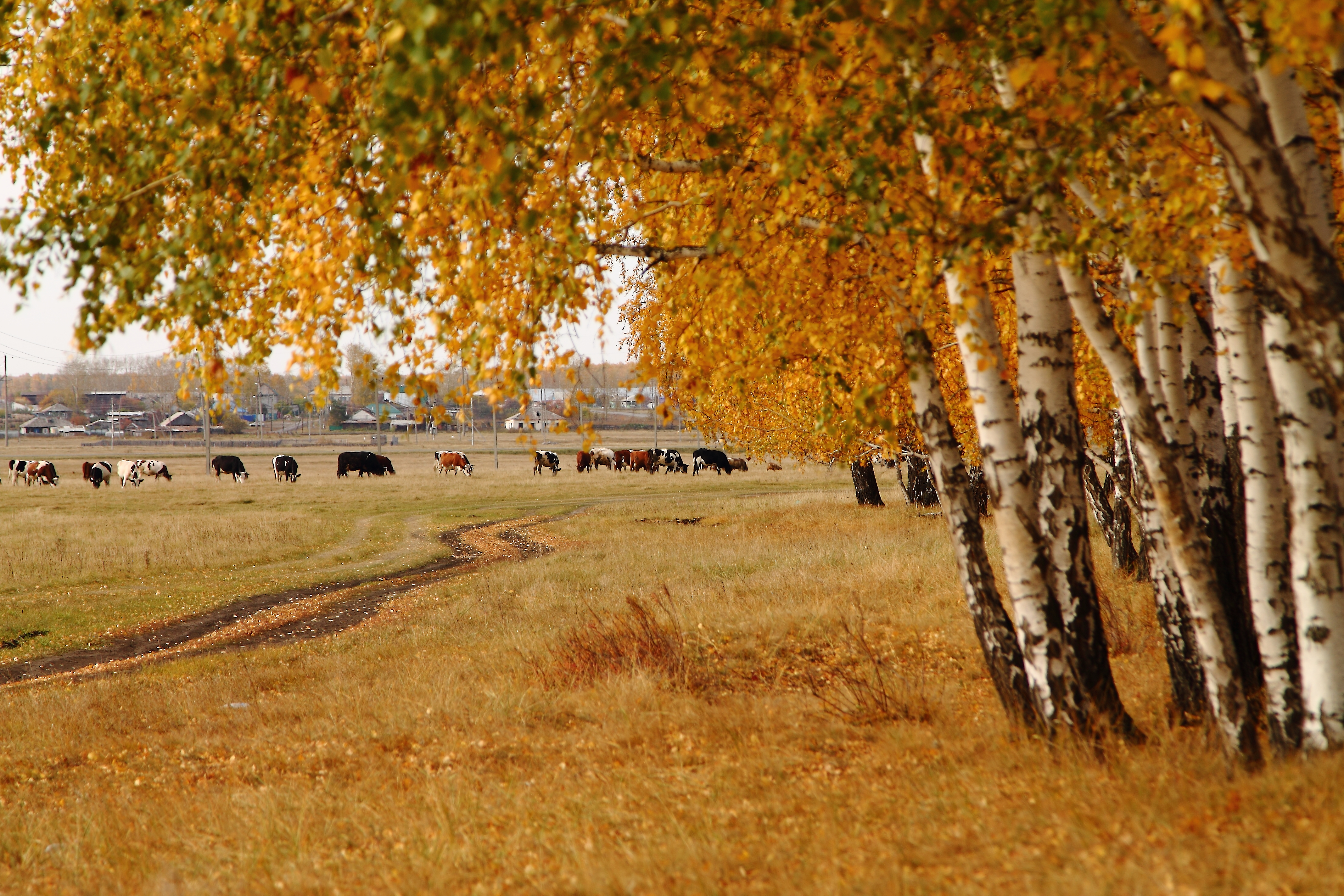

55°48′45″N 66°46′15″E / 55.81250°N 66.77083°E
莫克羅烏索沃區（俄语：Мокроусовский район），是俄羅斯的一個區，位於該國南部，由庫爾干州負責管轄，面積3,080平方公里，2010年人口13,115，人口密度每平方公里4.26人。